# Pulsatilla wolfgangiana
Pulsatilla wolfgangiana là một loài thực vật có hoa trong họ Mao lương. Loài này được Juz. miêu tả khoa học đầu tiên.